# Sikuli
Sikuli — открытая кросс-платформенная визуальная среда создания сценариев-скриптов, которая ориентирована на программирование графического интерфейса при помощи изображений (скриншотов).
В качестве скриптового языка в Sikuli используется Jython, то есть в скрипте при желании можно использовать конструкции из языка Python. В SikuliX появилась возможность использовать для написания скриптов язык Ruby в реализации jRuby. Sikuli доступна для работы в Windows, Mac OS X и Linux.

## История
Sikuli появилась в 2008 г. как результат совместной работы доктора Rob Miller (профессора в департаменте EECS в MIT), студента Массачусетского технологического института (MIT) из Китая Sean Tsung-Hsiang Chang, и Tom Yeh — соискателя учёной степени в Университете Мэриленда (University of Maryland).

## Концепция технологии
Sikuli переводится с древнего индейского языка Wixarica из Мексики как «глаз бога», что намекает на возможность видеть все на экране.
Авторы новой среды считают, что некоторые задачи, например по автоматизации тестирования пользовательского интерфейса или поиску информации в базе данных, проще выполнять с помощью визуальных средств. Sikuli использует алгоритмы распознавания текста и индексации изображений с помощью «визуальных слов». Встроенные в Sikuli функции принимают в качестве параметров графические данные (скриншоты).

## Иллюстрации, примеры

### Иллюстрация — изображение
Sikuli позволяет автоматизировать все, что видно на экране, без углубленного знания внутреннего API (что не мешает также писать сложные скрипты на Jython или Ruby). Простой пример — следить по изображению вебкамеры за ребенком и, если он будет крутиться, подать сигнал.

### Видеоиллюстрации
Успешные видеопримеры применения Sikuli можно посмотреть здесь:
1. Sikuli Script Demo (Automatically setting IP on Mac OS X)  Архивная копия от 26 февраля 2018 на Wayback Machine
2. Sikuli desktop automation screencast  Архивная копия от 9 октября 2014 на Wayback Machine
3. Sikuli script for automating a Coda/Firefox workflow  Архивная копия от 7 октября 2014 на Wayback Machine
4. Sikuli Tracking Panda in Webcam  Архивная копия от 26 апреля 2014 на Wayback Machine